# جيم كالهون
جيم كالهون (بالإنجليزية: Jim Calhoun) (و. 1942  م) هو مدرب كرة سلة، ولاعب كرة سلة أمريكي، ولد في برينتري.

## جوائز
حصل على جوائز منها:

AP College Basketball Coach of the Year ‏ (1990)

## روابط خارجية
- جيم كالهون على موقع قاعة المشاهير الجامعة الوطنية لكرة السلة (الإنجليزية)
- جيم كالهون على موقع كلية كرة السلة في سبورتس رفرنس.كوم (الإنجليزية)